# ノルウェー関係記事の一覧
ノルウェー関係記事の一覧（ノルウェーかんけいきじのいちらん）では、ノルウェーに関係する記事を50音順に並べた。

## あ行
- アイドル (ノルウェー) - テレビ番組
- アウスト・アグデル県 - 南部の県
- アーケシュフース県 - 南東部の県
- アスケー - 都市
- アーベル賞 - ノルウェー科学文学審議会が選定する数学の賞
- アンドーヤロケット発射場
- アーレンダール - 都市
- アルタの岩絵 - 世界遺産
- アンドーヤ空軍基地
- アンドーヤロケット発射場
- ウィルフレッド作戦 - 第二次世界大戦中の戦闘
- ウルネスの木造教会 - 世界遺産
- エーゲル (駆逐艦)
- エストフォル県 - 南部の県
- エリアス ちいさなレスキューせん - 絵本・アニメ作品
- 欧州経済領域
- 欧州自由貿易連合
- オー (モスケネス) - 北部の村
- オスロ - 首都
- オスロオリンピック
- オスロ空港
- オスロ市庁舎
- オスロ大学
- オスロ中央駅
- オスロ・フィヨルド
- オスロフィヨルドの戦い
- オスロ・フィルハーモニー管弦楽団
- オッダ
- オップラン県 - 南部の県
- オーディン (駆逐艦)
- オーレスン - 都市

## か行
- ガルフピッゲン - 山
- カルマル同盟
- ガルム (駆逐艦)
- 北ヨーロッパ
- キール条約
- クヴェンランド
- クラーケン
- グリーグホール - 音楽ホール
- クリスチャンサン - 都市
- クリスプ・ブレッド - パン
- グリュックスブルク家
- 国王の歌 - 王室歌
- ゴクスタ船
- 古ノルド語
- ゴル・スターヴ教会
- コングスベルグ - 都市
- コンティキ号

## さ行
- 叫び (エドヴァルド・ムンク) - 絵画作品
- サーミ語
- サーミ人
- サルプスボルグ - 都市
- 三びきのやぎのがらがらどん - 民話
- シーエン - 都市
- シュトルーヴェの測地弧 - 世界遺産
- 進歩党 (ノルウェー)
- スヴァールバル諸島
- スヴァールバル条約
- スヴェレ・マグヌス
- スカンディナヴィア
- スカンジナビア航空
- スカンディナヴィア半島
- スタインシャー - 都市
- スタヴァンゲル - 都市
- スタートフィヨルド油田
- スヴァールバル条約
- スヴァールバル諸島
- スヴァールバル世界種子貯蔵庫
- スピッツベルゲン島
- 聖オーラヴ勲章
- セックスは森を救う会 - 環境団体
- セルマ (未確認動物)
- ソグネ・フィヨルド
- ソフィー賞 - 国際的な環境・発展援助活動への賞
- ソフィーの世界 - 小説
- ソラ空軍基地
- ソール・トロンデラーグ県 - 中南部の県

## た行
- 第1次ナルヴィク海戦 - 第二次世界大戦中の戦闘
- 第2次ナルヴィク海戦 - 第二次世界大戦中の戦闘
- 大西洋
- 大西洋の壁 - 第二次世界大戦中ドイツが形成した海岸防衛線
- 太陽の東 月の西 - 民話
- ダークスローン - ブラックメタル・バンド
- 旅の仲間 (ノルウェー民話)
- ディム・ボルギル - ブラックメタル・バンド
- テレマークスキー
- テレマルク県
- デンマーク＝ノルウェー
- デンマーク・ノルウェー連合王国
- ドランメン - 都市
- ドロンニング・モード・ランド - 南極大陸の一部。領有権を主張
- トロムソ - 都市
- トロール (駆逐艦)
- トロンデラーグ - 同国中部の地域
- トロンハイム - 都市
- トロンヘイム沖海戦 - 第二次世界大戦中の戦闘
- トンスベルグ - 都市

## な行
- ナムソス - 都市
- ナムソスの戦い
- ナルヴィク - 都市
- ナルヴィクの戦い
- ニーオーレスン - スピッツベルゲン島の町
- 西ノルウェーフィヨルド群 - ガイランゲルフィヨルドとネーロイフィヨルド - 世界遺産
- ニーダロス大聖堂
- ニーノシュク - ノルウェー語の書き言葉の規範の一つ
- 人形の家 - 戯曲
- ヌール・トロンデラーグ県 - 中部の県
- ネーロイ・フィヨルド
- ノース人によるアメリカ大陸の植民地化
- ノーベル平和賞
- ノールアウストランネ島
- ノルウェー
- ノルウェイジアン・パフィン・ドッグ - 犬種
- ノルウェイジアン・ブーフント - 犬種
- ノルウェー宇宙センター
- ノルウェー・エアシャトル - 航空会社
- ノルウェー沿岸警備隊
- ノルウェー海
- ノルウェー海軍
- ノルウェー海軍艦艇一覧
- ノルウェー海流
- ノルウェー開発協力局
- ノルウェー郷土防衛隊
- ノルウェー・クローネ - 通貨
- ノルウェー軍
- ノルウェー君主一覧
- ノルウェー語
- ノルウェー国教会
- ノルウェー語版ウィキペディア
- ノルウェー史 (書物) - 歴史書
- ノルウェー人の一覧
- ノルウェー数学会
- ノルウェー政府 (1905年～2013年)（ノルウェー語版）
- ノルウェー政府 (2013年～)（ノルウェー語版）
- ノルウェーターラー - かつての通貨
- ノルウェーと欧州連合の関係
- ノルウェーにおける死刑
- ノルウェーの海外領土
- ノルウェーの国歌
- ノルウェーの国旗
- ノルウェー国鉄
- ノルウェー室内管弦楽団
- ノルウェーの世界遺産
- ノルウェーの歴史
- ノルウェー放送管弦楽団
- ノルウェー放送協会
- ノルウェー民話集
- ノルウェー陸軍
- ノルウェー労働党
- ノールカップ - 岬
- ノルゲ (王室ヨット)
- ノルゲ (飛行船)
- ノルゲ級海防戦艦

## は行
- ヴァイキング
- ハーシュタ - 都市
- ハーダンガー - レース (手芸)
- ハーディングフェーレ - 民族楽器
- ハーマル - 都市
- ハーラル・ホールファグレ級海防戦艦
- バルドゥフォス空軍基地
- バレンツ海
- バレンツブルク - 都市
- ハンメルフェスト - 都市
- ビスレットゲームズ - 陸上競技大会
- ビュルネイ島
- 氷河
- ピョートル1世島 - 領有権を主張
- ヒン島
- ピンチクリフ・グランプリ - 映画
- フィヨルド
- ブークモール - ノルウェー語の書き言葉の規範の一つ
- ブスケルー県 - 南部の県
- ブーベ島
- ブラックメタル - ヘヴィメタルの一種。過激な行動で知られる
- ブリッゲン - 世界遺産
- フレドリクスタ - 都市
- フロン (ノルウェー)  - 都市
- フロントライン (ノルウェーの企業)
- ヘイムスクリングラ - ノルウェー王のサガ
- ヴェスト・アグデル県 - 南部の県
- ヴェストフォル県 - 南部の県
- ベイスフィヨルド - 村
- ヴェーガ - 島。世界遺産
- ベステローデン諸島
- ヘッダール・スターヴ教会
- ヘードマルク県 - 南東部の県
- ペール・ギュント - 戯曲
- ペール・ギュント (グリーグ) - 音楽
- ヘスダーレン（英語版） - 同国中央部トロンデラーグのホルトーレンに在る村のひとつ
  - ヘスダーレンの光（英語版） - 同箇所で発生する怪光現象で、発生要因は今でも掴めていない
- ベルゲン - 都市
- ベルゲン空港
- ベルゲン大学
- ベルゲン・フィルハーモニー管弦楽団
- ヴェルシの話 - ノルウェーを舞台にした短い話
- ベルセルク
- ヴェルデンス・ガング - タブロイド紙
- ベルナドッテ王朝
- 北欧神話
- 北部サーミ語
- 捕鯨問題
- 保守党 (ノルウェー)
- 北海
- 北極
- 北極海
- 北極圏
- ボードー - 都市
- ボードー空軍基地
- ボルグンド・スターヴ教会
- ホルダラン県 - 南部の県
- ホルトーレン（ノルウェー語版、英語版） - トロンデラーグに位置する自治体。扱いは「市」とされている

## ま行
- マーゲロイ島
- マドンナ (エドヴァルド・ムンク) - 絵画作品
- ミョーサ湖
- 民衆の敵 - 戯曲
- メロディー・グランプリ
- メイルストロム
- メエルシュトレエムに呑まれて - ノルウェー沖のメイルストロムを題材にした小説
- モルデ - 都市

## や行
- ヤンマイエン島
- ユーノー作戦 - 第二次世界大戦中のドイツ軍による作戦
- ヨーロッパ

## ら行
- ライカンゲル - 都市
- ラップランド
- ラルダールトンネル
- ラルヴィク - 都市
- ランゲレイク - 民族楽器
- リュッゲ空軍基地
- リレハンメル
- リレハンメルオリンピック
- リレハンメルパラリンピック
- レインリ・スターヴ教会
- レーヌ
- レーロース - 世界遺産の都市
- ロフォーテン諸島
- ロングイェールビーン - 都市

## わ行
- 我らこの国を愛す - 国歌

## 羅数字
- .bv - ブーベ島の国別コードトップレベルドメイン
- .no - ノルウェーの国別コードトップレベルドメイン
- .sj - スバールバル諸島・ヤンマイエン島の国別コードトップレベルドメイン
- A-2 (ノルウェー潜水艦)
- ISO 3166-2:NO - 地方コード
- Opera - ソフトウェア